# クロード・カアン
クロード・カーアン（フランス語: Claude Cahun, 1894年10月25日 – 1954年12月8日）は、フランスの芸術家、写真家、作家。彼女の作品は個人的なものでありながら同時に政治的なメッセージも含まれ、旧来の社会的性役割観を突き崩すポテンシャルを持っている。
カーアンが書き残したものからは彼女が "agender" であったと窺い知ることができるが、ほとんどの学術書では彼女の作品と彼女自身に就いて議論する際に女性形の代名詞が使われている。それはこの芸術家がジェンダーに対して中立的な代名詞を使用したり又はそれを好んだりしたという文献的証拠がとても少ないためである。1928年にカアンはハヴロック・エリスが書いた第三の性についての理論に関する著作の翻訳を行った。

## 前半生
1894年10月25日ナントに生まれる。出生時につけられた名前はリュシー・ルネ・マティルド・シュウォッブ（Lucy Renée Mathilde Schwob）。父はナントの新聞『ル・ファール・ド・ラ・ロワール』のオーナー編集者モーリス・シュウォッブ。父モーリスは前衛作家のマルセル・シュウォッブの兄である。したがってリュシーはマルセルから見て姪にあたる。また、モーリスとマルセルの母、マティルド・カーアンは東洋学者のダヴィド・レオン・カアンの妹である。カーアン家はアルザスのインテリ階層に属していた。リュシーが4歳のとき、母マリー＝アントワネット・クルブベスが心を病み、最終的に精神病院に恒久的に閉じ込められることになった。そのためリュシーは祖母マティルドに育てられた。
1905年にリュシーはナントの女子中等教育学校、リセ・ガブリエル＝ギストーに進学した。しかしながら折悪しく、当時フランスはアルフレッド・ドレフュスの名誉回復を巡り、国論を二分する騒動の渦中にあった（cf.ドレフュス事件）。ユダヤ系の出自を持つリュシーもそれに関連して、同級生の一部からいじめを受けた。しかし彼女は自分の置かれた状況を家族の中で相談するということをあまりしなかった。1907年にはリュシーが木に縛り付けられ、危うく石を投げつけられそうになったところ、生徒たちを監督する立場にある者により助けられるということがあった。同年の終業式の日にホールに充ち満ちた敵意は、父モーリス・シュウォッブにも明確に感じられた。父は娘に今のリセに通うのを止めさせ、他所へ転校させることを決意した。そこでリュシーは1907年9月からサリーにある私立校パーソンズ・ミード校に転校した。翌学年からはナントに新しくできたリセに通い始めたが、授業の一部にしかついていけなかった。
大学はソルボンヌに進学した。カーアンは早くも1912年、18歳のときには写真によるセルフ・ポートレイトを作り始めており、1930年代まで継続して自分自身を被写体に写真を撮り続けた。1910年代は何度か自分の名乗りを変えた。ダイシャクシギを意味する単語を名字に使い、クロード・クルリス（Claude Courlis）と名乗ったり、アルフレッド・ダグラスにちなんで、ダニエル・ダグラス（Daniel Douglas）と名乗ったりしたが、1919年頃、最終的にクロード・カーアン（Claude Cahun）に落ち着いた。1920年代前半に、生涯の伴侶となったシュザンヌ・マレルブ（Suzanne Malherbe）とともにパリに住んだ。1917年、クロード・カーアンが23歳頃のとき、父モーリスと実母マリー＝アントワネットとの離婚が成立し、モーリスはマレルブの母マリーと再婚。カーアンとマレルブは法律上、姉妹となった。以後、二人は生涯にわたって、著作、彫刻、フォトモンタージュ、コラージュといったさまざまな作品を共同制作した。作品発表の際、マレルブはマルセル・ムーア（Marcel Moore）という男性名を名乗った。二人は論説や小説を書き、有名なところでは『メルキュール・ド・フランス』誌などで公にした。また、アンリ・ミショー、ピエール・モランジュ、ロベール・デスノスらと交遊した。
1922年頃から、クロードとマレルブは、自宅でサロンを開いて芸術仲間を集めるようになった。二人のサロンの常連としては、アンリ・ミショーやアンドレ・ブルトンがおり、その他に文芸誌の起業家シルヴィア・ビーチやアドリエンヌ・モニエがいた。

## 作品

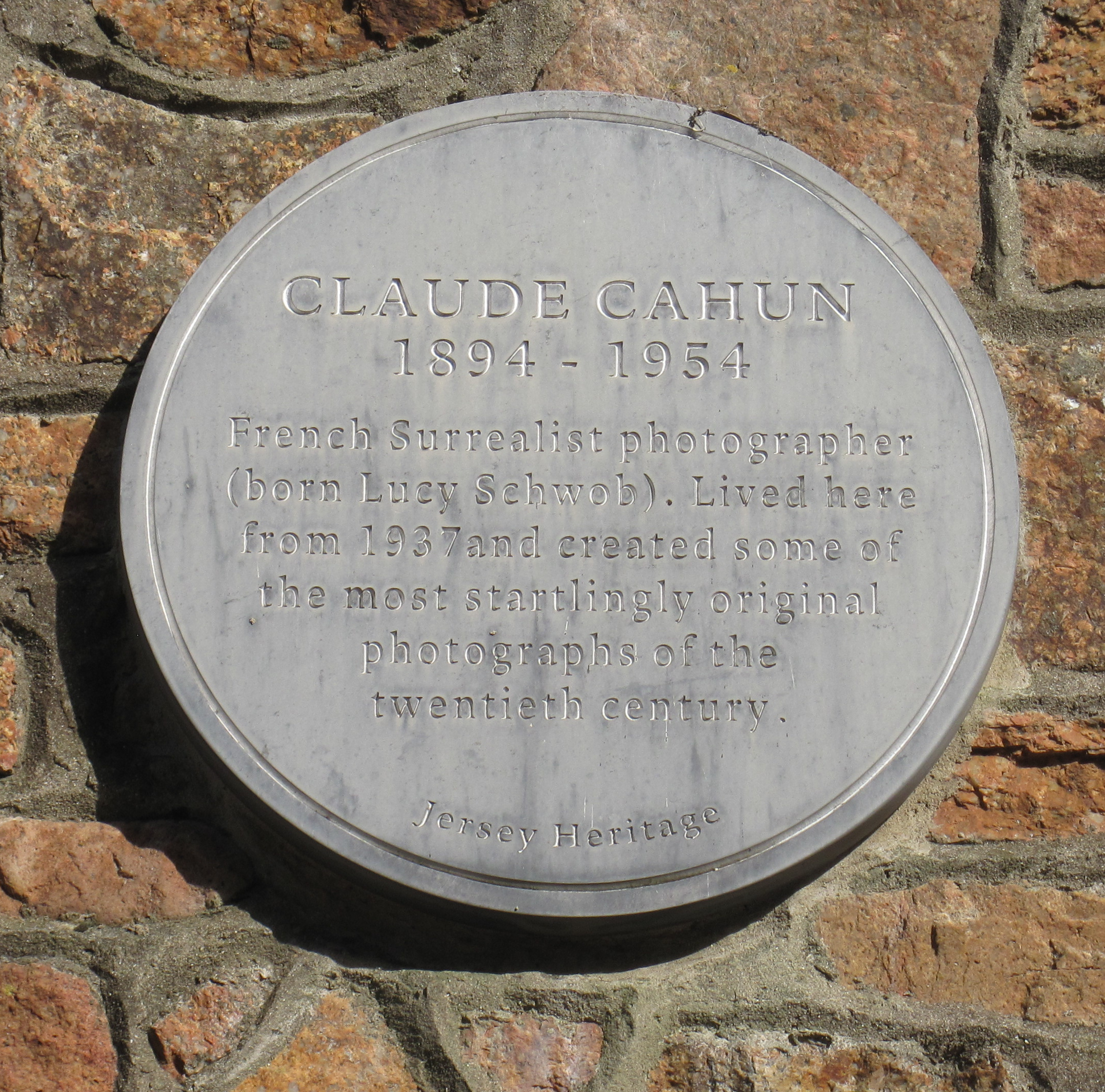
この銘板はジャージー島サン・ブレラドのカーアンの住んだ家に埋め込まれており、彼女の写真術における革新を讃えている。

カーアンの残した作品の分野は、著作、写真、映画などがあるが、入念に計画されたセルフ・ポートレイトとシュルレアリスムの美学を具現化したタブローで最もよく知られている。
1930年にカーアンが公刊した Aveux non-avenus, (Carrefour, 1930) は、フォトモンタージュを交えたエッセイと夢日記と、雑誌に寄稿したいくつかのエッセイを載せた本である。この本に収録された「ヒロインたち」(1925) という作品は、おとぎ話の女性キャラクターたちの独白に、1930年代当時の女性たちのイメージを対置させるという皮肉の利いたシリーズ作品である。
1932年にカーアンは革命作家芸術家協会に加盟し、そこでアンドレ・ブルトンとルネ・クルヴェルの知己を得る。引き続いて彼女は、シュルレアリストのグループとの付き合いを開始し、のちにはいくつものシュルレアリストの展覧会に出品した。例えば1936年に開催された2つの展覧会、ロンドン国際超現実主義展覧会 (New Burlington Gallery) と、超現実主義オブジェ展（Exposition surréaliste d'Objets (Charles Ratton Gallery, Paris)）である。1934年には論説 Les Paris sont Ouverts を発表し議論を喚起した。1935年にはブルトンとジョルジュ・バタイユに追随して、左翼グループ「反撃」（Contre Attaque）の創設に携わった。
1927年から1947年の間に制作されたカーアンのセルフ・ポートレイト写真を集めた展覧会が、1994年にロンドンのインスティチュート・オヴ・コンテンポラリー・アーツで、「ミザンセーヌ」と題されて催された。そのとき展示された作品には、ニンフ、モデル、あるいは兵士の姿に自らを擬したカーアンが、ダンディに、そして両性具有的に表現されている。スキンヘッドの写真作品もある。
2007年にはデヴィッド・ボウイがプロデュースしたカーアン作品の野外展示会が、ニューヨークの総合神学校校庭で催された。これはハイライン・フェスティバルというローリー・アンダーソンやマイク・ガーソン、リッキー・ジャーヴェイスなども参加したイベントの一環であった。ボウイはカーアンについて次のように語っている。
慣習への反逆者か、シュルレアリスム一流のやり方で女装したマン・レイ。あなたは彼女のことをそう呼ぶかもしれない。僕はこの人の作品の狂気がほんとうに最高だと思うね。クロード・カーアンはオリジナルのシュルレアリスム運動の立役者、シュルレアリストたちの友人、同僚として大きな役割を果たしたんだ。でも、フランス国外では、少なくとも今のところイギリスでは、そのことについて、彼女の本来の功績に見合うだけの充分な認知がなされてきておらず、ショートの髪型の女性と言えばメレット・オッペンハイムだけしか知られていない状況だった。でもそうじゃなかったんだ。21世紀のデジタル技術を通して、彼女が最後の数年を過ごした田園のアジールを模したセットの中で、彼女の写真作品をお見せするのが一番いい方法だろうと、僕は思う。
—David Bowie

## 第二次世界大戦時の活動
1937年にカーアンとマレルブはジャージー島に居を定めた。フランスの敗北に引き続いてジャージー島を含むチャネル諸島がドイツによる占領支配を受けるようになると、二人は武器によらないレジスタンス活動やプロパガンダを流す活動をするようになった。ただひたすらに戦争を憎み、二人は熱心に反独ビラ作りに勤しんだ。多くはナチスの罪状や傲慢さについてBBCが報じたプロパガンダを英語からドイツ語に翻訳したものの断片であり、二人はそれらをテンポよく韻を踏んだ詩や厳しい批判の言葉の合間合間に貼付けた。二人はよそ行きの服を着てジャージー島で開かれるドイツ軍のイベントによく出席し、ビラを兵士のポケットに突っ込んだり、椅子の上に置いたりして、計画的にビラを撒いた。ビラを丸めたものを目立たぬように車や兵舎の窓の中に投げ入れることも行った。カーアンとマレルブにとってレジスタンスは、単なる政治活動ではなく、多くの点で芸術活動でもあった。二人はそこに持てる創造的才能を注ぎ込み、唾棄すべき権威を翻弄し突き崩そうとした。カーアンは生涯にわたり作品を通して、多種多様なやり方で、権威というものを崩すことに注力した。しかしながら彼女のレジスタンス活動は身の危険を招くことになった。1944年にカーアンは逮捕され死刑判決を受けた。刑が執行されることはなかったが牢屋の中で受けた酷い扱いにより悪化した健康が戻ることはなく、1954年に亡くなった。カーアンは聖ブレラド教会に埋葬された。隣には生涯の伴侶スザンヌ・マレルブも眠る。

## 社会批評と影響

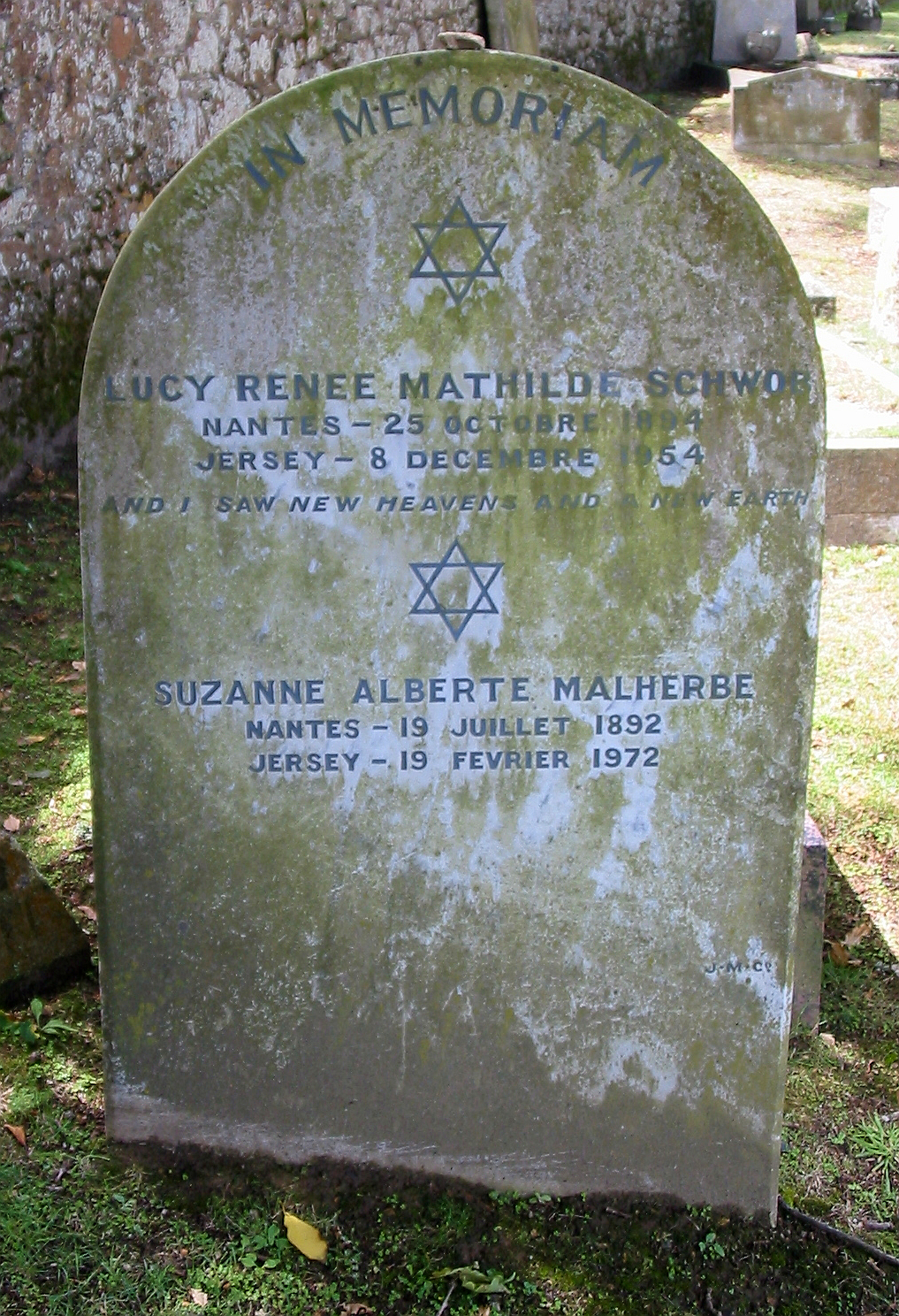
ジャージー島聖ブレラド教会の墓地にあるクロード・カーアンの墓石

カーアンは自分自身のために作品を作り、有名になろうとは考えていなかった。カーアン作品の価値がはじめて認知されるようになったのは、彼女の没後40年が経ってからである。この約半世紀経過したのちの再評価にはとりわけフランソワ・ルペルリエの尽力があった。社会的性役割の転換という点でカアンの人生はさまざまに特徴付けられ、彼女のアイデンティティを社会の中でどのように位置づけるかという問いに対する答えが、そのままその社会の性指向、性役割、美、論理に対する姿勢を表現することになる。彼女が作品を発表するにあたって採用した性別を曖昧にする名前と、両性具有的なセルフ・ポートレイトには、観る者に写真が現実を写し取ったものにすぎないことを理解させる体験を提供する、一種革命的な思想、創作方法が表されている。現代世界はその領域を社会と経済、両面で広げつつあるが、カーアンとマレルブの詩作は社会的性役割のあり方への挑戦であるとともに、そのような現代世界への反撃でもある。また、カーアンがパリのシュルレアリスム運動に参加したことで、パリ・グループは作品が多様化する機会を獲得し、新しい芸術表現への案内を得た。なぜならば同グループのほとんどのシュルレアリストたちは男性であり、彼らの女性に対する観念は、第一義的に自らの身体から遠くはなれたエロチシズムの象徴であったためである。カーアンはそこに、性役割と身体の変幻自在且つ多重的な可能性の典型例を示した。カーアンの残した写真、著作、芸術家としての生き様、政治的革命性は、数えきれないほど多くの芸術家への影響を及ぼし続けている。カーアンの影響は例えば、シンディ・シャーマン、ナン・ゴールディン、デル・ラグラス・ヴォルケーノなどに顕著である。
カーアンの著作選集は、2002年にフランソワ・ルペルリエによる編集で出版されている。 Claude Cahun – Écrits (ISBN 2-85893-616-1)

## 文献資料一覧（フランス語）
- Vues et Visions (Pseudonym Claude Courlis), Mercure de France, No. 406, 16 May 1914
  - Electronic edition on Bibliothèque Nationale Gallica
- La 'Salomé' d'Oscar Wilde. Le procés Billing et les 47000 pervertis du Livre noir, Mercure de France, No. 481, 1 July 1918
  - Electronic edition on Bibliothèque Nationale Gallica
- Le poteau frontière (Pseudonym Daniel Douglas), La Gerbe, No. 3, December 1918
  - Electronic edition on Bibliothèque Nationale Gallica
- Au plus beau des anges (Pseudonym Daniel Douglas), La Gerbe, No. 3, December 1918
  - Electronic edition on Bibliothèque Nationale Gallica
- Cigarettes (Pseudonym Daniel Douglas), La Gerbe, No. 3, December 1918
  - Electronic edition on Bibliothèque Nationale Gallica
- Aux Amis des livres, La Gerbe, No. 5, February 1919
  - Electronic edition on Bibliothèque Nationale Gallica
- La Sorbonne en robe de fête (Pseudonym Daniel Douglas), La Gerbe, No. 5, February 1919
  - Electronic edition on Bibliothèque Nationale Gallica
- La possession du Monde, par Georges Duhamel, La Gerbe, No. 7, April 1919
  - Electronic edition on Bibliothèque Nationale Gallica
- Les Gerbes (Pseudonym Daniel Douglas), La Gerbe, No. 7, April 1919
  - Electronic edition on Bibliothèque Nationale Gallica
- L'amour aveugle (Pseudonym Daniel Douglas), La Gerbe, No. 12, September 1919
- La machine magique (Pseudonym Daniel Douglas), La Gerbe, No. 12, September 1919
- Mathilde Alanic. Les roses refleurissent, Le Phare de la Loire, 29 June 1919
- Le théâtre de mademoiselle, par Mathias Morhardt, Le Phare de la Loire, 20 July 1919
- Vues et Visions, with Illustrations by Marcel Moore, Paris: Georges Crès & Cie, 1919
- Paraboles (Pseudonym Daniel Douglas), La Gerbe, No. 17, February 1920
- Une conférence de Georges Duhamel (Pseudonym Daniel Douglas), La Gerbe, No. 19, April 1920
- Marcel Schwob, La Gerbe, No. 20, May 1920
- Boxe (Pseudonym Daniel Douglas), La Gerbe, No. 22, July 1920
  - Electronic edition on Bibliothèque Nationale Gallica
- Old Scotch Whisky, La Gerbe, No. 27, December 1920
  - Electronic edition on Bibliothèque Nationale Gallica
- A propos d'une conference and Méditations à la faveur d'un Jazz Band, La Gerbe, No. 27, December 1920
  - Electronic edition on Bibliothèque Nationale Gallica
- Héroïnes: 'Eve la trop crédule', 'Dalila, femme entre les femmes', 'La Sadique Judith', 'Hélène la rebelle', 'Sapho l'incomprise', 'Marguerite, sœur incestueuse', 'Salomé la sceptique', Mercure de France, No. 639, 1 February 1925
  - Electronic edition on Bibliothèque Nationale Gallica
- Héroïnes: 'Sophie la symboliste', 'la Belle', Le Journal littéraire, No. 45, 28 February 1925
- Méditation de Mademoiselle Lucie Schwob, Philosophies, No. 5/6, March 1925
- Récits de rêve, in the special edition Les rêves, Le Disque vert, Third year, Book 4, No. 2, 1925
- Carnaval en chambre, La Ligne de cœur, Book 4, March 1926
- Ephémérides, Mercure de France, No. 685, 1 January 1927
  - Electronic edition on Bibliothèque Nationale Gallica
- Au Diable, Le Plateau, No. 2, May–June 1929
- Ellis, Havelock: La Femme dans la société – I. L'Hygiene sociale, translated by Lucy Schwob, Mercure de France, 1929
- Aveux non avenus, illustrated by Marcel Moore, Paris: Editions du Carrefour, 30 May 1930
  - Review on Bibliothèque Nationale Gallica
- Frontière Humaine, self-portrait, Bifur, No. 5, April 1930
- Protestez (AEAR), Feuille rouge, No. 2, March 1933
- Contre le fascisme Mays aussi contre l'impérialisme francais (AEAR), Feuille rouge, No. 4, May 1933
- Les Paris sont ouvert, Paris: José Corti, May 1934
- Union de lutte des intellectuels révolutionnaires, Contre-Attaque, 7 October 1935
- Prenez garde aux objets domestique, Cahier d'Art I-II, 1936
- Sous le feu des canons francais ... et alliés, Contre-Attaque, March 1936
- Dissolution de Contre-Attaque, L'Œuvre, 24 March 1936
- Exposition surréaliste d'objets, Exhibition at the Charles Ratton Gallery, Paris, 22–29 May 1936. Items listed by Claude Cahun are Un air de famille and Souris valseuses
- Il n'y a pas de liberté pour les ennemis de la liberté, 20 July 1936
- Deharme, Lise: Le Cœur de Pic, 32 illustrated with 20 photos by Claude Cahun, Paris: José Cortis, 1937
- Adhésion à la Fédération Internationale de l'Art Révolutionnaire Indépendant, Clé, No. 1, January 1939
- À bas les lettres de cachets! À bas la terreur grise! (FIARI), June 1939

## 文献資料一覧（英語）
- Weaver, M. and Hammond, A. "Claude Cahun and Marcel Moore: Surrealist Sisters." History of Photography, Summer 1993, 17 (2), 217.
- Laurie J. Monahan, "Radical Transformations: Claude Cahun and the Masquerade of Womanliness". In: Catherine de Zegher (ed.), Inside the Visible, Institute of Contemporary Art, Boston & MIT Press, 1996.
- Claude Cahun, Tacinta Dean and Virginia Nimarkoh: Mise-En-Scene: Institute for Contemporary Arts: London: 1996: ISBN 0-905263-59-6
- Shelley Rice:Inverted Odysseys: Claude Cahun, Maya Deren and Cindy Sherman: Cambridge: Massachuesetts: MIT Press: 1999: ISBN 0-262-68106-4
- Tirza True Latimer, "Narcissus and Narcissus: Claude Cahun and Marcel Moore," in Women Together/Women Apart: Portraits of Lesbian Paris. New Brunswick: Rutgers University Press, 2005. ISBN 0-8135-3595-6
- 'Playing a Part: The Story of Claude Cahun,' drama documentary film by Lizzie Thynne, Brighton: Sussex University, 2004. Available from l.thynne@sussex.ac.uk.
- Louise Downie: Don't Kiss Me: The Art of Claude Cahun and Marcel Moore: London: Aperture: 2006: ISBN 1-85437-679-9
- Julie Cole: "Claude Cahun, Marcel Moore and the Collaborative Construction of a Lesbian Subjectivity." In: Norma Broude and Mary D. Garrard (eds.), Reclaiming Female Agency: Feminist Art History after Postmodernism, Berkeley, University of California Press, 2005.
- Marcus Williamson: "Claude Cahun at School in England", Lulu, 2011. ISBN 978-1-257-63952-6
- Jennifer L. Shaw: Reading Claude Cahun's Disavowals, Ashgate, 2013.
- Jennifer L. Shaw, “From Cabanel to Claude Cahun:  More Manifestations of Venus”  in Venus as Muse:  Figurations of the Creative ed. Sebastian Goth, Rodopi, 2015.
- Jennifer L. Shaw, “Neonarcissism” in *Nierika* (Mexico City: Universidad Iberoamericana), "La Política Visual del Narcisismo: estudios de casos," Vol. 2, no. 2, May 31, 2013, 19-26.
- Jennifer L. Shaw, “Deconstructing Girlhood:  Claude Cahun’s ‘Sophie la Symboliste,’ in Working Girls:  Women’s Cultural Production During the Interwar Years, ed. Paula Birnbaum and Edwin Mellen Press, 2009.
- Jennifer L. Shaw, “Narcissus and the Magic Mirror” in Don’t Kiss Me:  The Art of Claude Cahun and Marcel Moore, ed. Louise Downie, Tate Publishing, 2006.
- Colvile, Georgiana M.M. "Self-Representation as Symptom: The Case of Claude Cahun." Interfaces: Women, Autobiography, Image, Performance. The University of Michigan Press, Ann Arbor, 2005. p. 263-288.

## 映像資料一覧
- Playing a Part, by Lizzie Thynne
- Lover Other, by Barbara Hammer
- Magic Mirror, by Sarah Pucill

## 演劇
- Claude, by Andrea Kleine

## 展覧会
- International Surrealist Exhibition, London – June–July 1936
- Surrealist Sisters Jersey Museum 1993
- Mise en Scene – Institute of Contemporary Arts (ICA), London – 13 October to 27 November 1994
- Claude Cahun : photographe : Claude Cahun 1894–1954 – Musée d'Art Moderne, Paris – 23 June to 17 September 1995
- Neue Museum, Graz, Austria – 4 October to 3 December 1997
- Fotografische Sammlung, Museum Folkwang Essen, Germany – 18 January – 8 March 1998
- Don't Kiss Me – Disruptions of the Self in the Work of Claude Cahun – Presentation House Gallery, North Vancouver, Canada – 7 November to 20 December 1998
- Don't Kiss Me – Disruptions of the Self in the Work of Claude Cahun – Art Gallery of Ontario, Ontario, Canada – 8 May to 18 July 1999
- Inverted Odysseys – Grey Art Gallery, New York City – 16 November 1999 to 29 January 2000
- Surrealism: Desire Unbound – Tate Modern, London – 20 September 2001 to 1 January 2002
- Claude Cahun – Retrospective – IVAM, Valencia, Spain – 8 November 2001 to 20 January 2002
- I am in training – don't kiss me – New York City – May 2004
- Acting Out: Claude Cahun and Marcel Moore – The Judah L. Magnes Museum – 4 April – July 2005
- Colby College Museum of Art, Waterville, ME, USA – September to October 2005
- Jersey Museum – November 2005 to January 2006
- Cahun Exhibition – Jeu de Paume, Place de la Concorde, Paris – 24 May to 25 September 2011.
- Cahun Exhibition – Will also tour to Art Institute of Chicago and La Virreina Centre de la image, Barcelona in 2011/2012.
- March 2012 in Cahun's home town of Nantes, as part of two seasons on 'Le film et l'acte de création: Entre documentaire et oeuvre d'art' ('Film and the creative act: Between documentary and the work of art').